# Секреция (физиология)
Секре́ция — процесс выделения химических соединений из клетки. В отличие от собственно выделения, при секреции у вещества может быть определённая функция (оно может не быть отходами жизнедеятельности).
Секрет — жидкость, выделяемая клетками и содержащая биологически активные вещества.
Органы, выделяющие секрет, называются железами.

## У людей
Секреция у людей включает, например:
- секрецию желёз желудочно-кишечного тракта
  - пищеварительные ферменты
  - соляную кислоту
  - желчную кислоту
  - гормоны пищеварительной системы
- лёгочную секрецию
  - поверхностно-активные вещества
- эндокринную секрецию
  - половые и другие гормоны.
- секреция нейромедиаторов
- иммунная секреция

### Механизм
У людей так же, как и во всех клетках эукариотов, процесс секреции происходит путём экзоцитоза. Белки для наружной части синтезируются рибосомами, прикреплёнными к эндоплазматическому ретикулуму. Когда они синтезируются, эти белки попадают в полость эндоплазматического ретикулума, где с помощью шаперонов происходит сворачивание белков и где они гликозилируются. На этом этапе не прошедшие фолдинг белки обычно опознаются и перемещаются в цитозоль, где они разрушаются протеасомами. Пузырьки, содержащие свёрнутые белки, затем транспортируются в аппарат Гольджи.
В аппарате Гольджи видоизменяются олигосахаридные метки белков, могут произойти дальнейшие их преобразования, включая расщепление и изменение назначения. Затем белки перемещаются в секреторные пузырьки, в которых путешествуют по цитоскелету к наружной мембране клетки. Дальнейшие изменения белков могут происходить в секреторных пузырьках (например, в них образовываться инсулин путём расщепления проинсулина).
Со временем происходит объединение пузырьков с клеточной мембраной в структуре, названной поросомой, в ходе экзоцитоза, в результате чего содержимое пузырька выбрасывается из клетки.
Строгий биохимический контроль над этим поддерживается в результате использования градиента pH: pH цитозоля — 7,4; pH эндоплазматического ретикулума — 7,0 и цис-Гольджи — 6,5. Показатель pH секреторных пузырьков находится в диапазоне между 5,0 и 6,0; некоторые секреторные пузырьки отделяются от лизосом, имеющих показатель pH в 4,8.

### Неклассический путь секреции
Многие белки, подобные FGF1 (aFGF), FGF2 (bFGF), интерлейкин-1 (IL1) и т. д. не имеют сигнальной последовательности. Они не используют традиционный путь секреции (через эндоплазматический ретикулум и аппарат Гольджи), их секреция происходит различными нетрадиционными путями.

### Секреторные клетки
Многие типы клеток человека обладают возможностью стать секреторной клеткой. Они имеют хорошо развитые эндоплазматический ретикулум и аппарат Гольджи для выполнения своих функций.

## Секреция у прокариот
Секреция присутствует не только у эукариот, она также есть у бактерий и архей. Кассетные АТФ-связывающие транспортеры (АВС-система) характерны для всех трёх доменов живых организмов. Сек-система — это другая консервативная секреторная система, которая гомологична каналу-транслокону в эндоплазматическом ретикулуме эукариот. Она состоит из комплекса Сек-61 у дрожжей и комплекса Сек Y-E-G у бактерий.

## Секреция у грам-отрицательных бактерий
У грам-отрицательных бактерий 2 мембраны, поэтому секреция топологически более сложна. Так что у грам-отрицательных бактерий существует по меньшей мере 6 специализированных секреторных систем.

### Секреторная система I типа (T1SS или TOSS)
T1SS осуществляет перемещение белков из цитоплазмы в окружающую среду; при этом задействованы всего три белка:
- Цитоплазматический ATP-binding cassette (ABC). Состоит из NBD (nucleotide-binding domain) и TMD (transmembrane domain,), и располагается на внутренней цитоплазматической мембране. Функция: специфическое узнавание сигнальной последовательности на С-конце траспортируемого белка, что запускает сборку транспортного комплекса.
- Цитоплазматический membrane fusion or adaptor protein (MFP). Состоит из короткого цитоплазматического N-концевого домена, соединенного с мембранным «якорем» и большим периплазматическим доменом. Функция: осуществляет специфические связи между компонентами системы на внутренней и наружной мембранах.
- Специфичный outer membrane protein (OMP). Принадлежит к классу TolC. Это тримерный белок, который формирует длинный (140 A˚), заполенный водой канал через внешнюю мембрану и периплазму; широко открыт кнаружи и стянут на периплазматическом конце.

С-концевая позиция сиганал секреции означает, что транслокация может произойти только после трансляции.
T1SS транспортирует различные молекулы от ионов до белков разных размеров (20 — 900 кДа).

### Секреторная система III типа
Данная система ответственна за одноэтапный транспорт эффекторных молекул патогенности из цитоплазмы бактерии в цитозоль эукариотической клетки макроорганизма. Она также обеспечивает сборку на поверхности клетки супермолекулярных структур, участвующих в транспорте протеинов непосредственно в эукариотическую клетку. Секреция эффекторных белков данной системой происходит непосредственно после контакта возбудителя с клеткой хозяина, поэтому её называют контакт-зависимой системой секреции. Система есть у представителей рода Shigella, патогенных Escherichia.